# 秋之回忆：雨后
秋之回憶 After Rain是一套紀念KID戀愛冒險遊戲系列秋之回憶推出5週年的遊戲系列。
遊戲分為三部分，講述秋之回憶和秋之回憶2兩個作品之間發生的故事。每部分的遊戲均被製成獨立遊戲，於2005年第一季在日本市場推出。另外，遊戲中有對兩個作品的專有名詞作出解說，並內含百科全書模式，供玩家隨時查閱。

## Vol.1 折鶴
是系列作第1作品"折鶴"在2005年1月27日發售。時間是初代和2nd之間，以澄空學園訪問京都的修學旅行為舞台。主要是第一代的人物登場。

### 登場人物
三上 智也（みかみ ともや）
Vol.1的主人公。3年前失去彩花曾經因修學旅行到訪過京都，再次因修學旅行到訪京都。
今坂 唯笑（いまさか ゆえ）
智也的女朋友。擔心著智也的情況。
声優：那須めぐみ
飛世 巴（とびせ ともえ）
和智也、唯笑同學年。關注著智也唯笑的情況。
声優：仲西環
稻穗 信（いなほ しん）
從澄空學園退學並以印度作為目標的智也的好友。和智也他們一同前往修學旅行。
声優：間島淳司
音羽 香（おとわ かおる）
智也的同學。介意信的事的其中一人，修學旅行與智也一起行動。
声優：田村由香里
霧島 小夜美（きりしま こよみ）
在智也修學旅行期間幫他保管貓。
声優：淺野琉璃
伊吹 美奈裳（いぶき みなも）
智也的後輩。
声優：河合久美
檜月 彩花（ひづき あやか）
初中3年的時候，在修學旅行的之前遇上交通意外逝世。這件事對智也的心帶來著影響。
声優：山本麻里安
雙海 詩音（ふたみ しおん）
因為和智也他們和同學年，她也有參加修學旅行。
雖然在遊戲中登場，但因為聲優引退的理由，所以完全沒有台詞。

## Vol.2 想演
第2作"想演"在2005年2月24日發售(日本)。等候著濱吹的學園祭為舞台，主要是2nd的人物登場。

### 登場人物
伊波 健（いなみ けん）
Vol.2的主人公。
白河 螢（しらかわ ほたる）
和健交往中的同班同學。有了升讀外國音樂大學的機會，但為了能和健一起放棄了機會。順帶一提，本作品的剧本不是接續2nd的萤結局，而是2nd巴的Normal End，即是健腳踏兩條船的結局。
声優：水樹奈奈
壽壽奈 鷹乃（すずな たかの）
對於男生的冷淡最近也有稍微被緩和了的樣子。
声優：千葉紗子
飛世 巴（とびせ ともえ）
螢的親友。
声優：仲西環
南 燕（みなみ つばめ）
作為夏季講習的臨時講師到訪濱吹學園、現在也還在朝凪莊。
声優：池澤春菜
相摩 希（そうま めぐみ）
在酪薩克餐廳打工，也是健的後輩。
声優：南里侑香

## Vol.3 卒業
3連作的最後一作"卒業"在2005年3月31日發售。如標題，在卒業式前後的一些事情。

### 登場人物
三上 智也（みかみ ともや）
在大學考試落榜後，仍能保持著平常心。可是，因搞不清楚自己究竟在幹甚麼而焦急著。
伊波 健（いなみ けん）
雖然成功考上了第一志望的大學，但是卻在苦惱。
檜月 彩花（ひづき あやか）
已經逝世，然而對智也的事一直在擔心。
声優：山本麻里安
南 燕（みなみ つばめ）
在2nd作為夏季講習的講師之後，也繼續在作為濱吹學園當國語講師。
声優：池澤春菜
白河 螢（しらかわ ほたる）
已經決定了入讀音樂大學。
声優：水樹奈奈
今坂 唯笑（いまさか ゆえ）
一方面決定升讀護理學校，一方面也為智也的前路苦惱。
声優：那須めぐみ

## 推行購買3卷限定版的方法運動
收錄的電影如以下所示。
- Vol.1 折鶴 - 今坂唯笑・飛世巴・音羽かおる・伊吹みなも
- Vol.2 想演 - 白河ほたる・寿々奈鷹乃・相摩希・霧島小夜美
- Vol.3 卒業 - 桧月彩花・南つばめ・白河静流・稲穂信・舞方香菜

並且，一部分的店舖推行一次購買全部3作品的限定版

## STAFF
- 製作人：龜谷恆治
- 角色設計：佐佐木睦美、松尾ゆきひろ
- 劇本：健部伸明、大原廣行、黑峰澄一、秦寬博
- 音樂：阿保剛
  - OP：ribbon
作詞、作曲：志倉千代丸；編曲：上野浩司；歌：彩音
  - ED：After Rain
作詞、作曲：志倉千代丸；編曲：上野浩司；歌：彩音

## 關聯作品

### CD
由5pb.發售、ジェネオンエンタテインメント發售。
- ribbon/After Rain（2005年2月2日）
- Memories Off After Rain Original Sound Tracks（2005年5月13日）

### 小説
全三本小說由日暮茶坊所作、enterbrain發售。
- Memories Off After Rain vol.1 折鶴 ISBN 4757721943
- Memories Off After Rain vol.2 想演 ISBN 4757722036
- Memories Off After Rain vol.3 卒業 ISBN 4757723105